# Ria Baran
Maria Therese „Ria“ Baran, verh. Falk (* 29. November 1922 in Dortmund; † 10. November 1986 in Düsseldorf) war eine deutsche Eiskunstläuferin, die im Paarlauf startete. 
Ihr Partner war Paul Falk. Während ihrer Karriere heiratete das Paar. Sie starteten für die Düsseldorfer EG und hatten weder einen Trainer noch einen Choreografen oder gar Sponsoren.
Ria Baran und Paul Falk verloren nie einen Wettbewerb. Bereits 1947 wurden sie Deutsche Meister, diesen Titel verteidigten sie bis 1952. An internationalen Wettbewerben durften sie allerdings erst ab 1951 teilnehmen, da Deutschland nach dem Zweiten Weltkrieg vom internationalen Sport weitgehend ausgeschlossen war. Sie wurden 1951 prompt Europameister in Zürich und Weltmeister in Mailand. 1952 verteidigten sie bei der Europameisterschaft in Wien und der Weltmeisterschaft in Paris beide Titel. Außerdem gewannen sie bei den Olympischen Spielen 1952 in Oslo die Goldmedaille. Sie erfanden die Lasso-Hebung und waren das erste Paar, das parallele Doppelsprünge in seiner Kür zeigte.
Auch im Rollkunstlauf der Paare wurden Ria Baran und Paul Falk 1951 Weltmeister.
Ria Baran wurde von 1950 bis 1952 dreimal in Folge Sportlerin des Jahres in Deutschland, darunter 1951 zusammen mit ihrem Mann als Gesamtsiegerin. Nach ihrem Olympiasieg wechselten die Falks zu den Profis und gingen zu Holiday on Ice. Von Beruf war Ria Baran Sekretärin. Ria Baran wurde zusammen mit ihrem Partner und Ehemann Paul Falk mit dem Silbernen Lorbeerblatt ausgezeichnet.
Als Anerkennung ihrer sportlichen Verdienste wurde 2010 in Dortmund eine Straße nach ihr benannt.

## Ergebnisse

### Paarlauf
(mit Paul Falk)
| Wettbewerb / Jahr        | 1947 | 1948 | 1949 | 1950 | 1951 | 1952 |
| ------------------------ | ---- | ---- | ---- | ---- | ---- | ---- |
| Olympische Winterspiele  |      |      |      |      |      | 1.   |
| Weltmeisterschaften      |      |      |      |      | 1.   | 1.   |
| Europameisterschaften    |      |      |      |      | 1.   | 1.   |
| Deutsche Meisterschaften | 1.   | 1.   | 1.   | 1.   | 1.   | 1.   |